# コドニェ
コドニェ（伊: Codogné）は、イタリア共和国ヴェネト州トレヴィーゾ県にある、人口約5,200人の基礎自治体（コムーネ）。

## 地理

### 位置・広がり

#### 隣接コムーネ
隣接するコムーネは以下の通り。
- フォンタネッレ
- ガイアリーネ
- ゴーデガ・ディ・サントゥルバーノ
- マレーノ・ディ・ピアーヴェ
- サン・フィオール
- サン・ヴェンデミアーノ
- ヴァッツォーラ

### 気候分類・地震分類
気候分類では、zona E, 2422 GGに分類される。
また、イタリアの地震リスク階級 (it) では、zona 2 (sismicità media) に分類される。

## 行政

### 分離集落
コドニェには、以下の分離集落（フラツィオーネ）がある。
- Cimavilla, Cimetta, Roverbasso